# Manuelia gayatina
Manuelia gayatina är en biart som först beskrevs av Maximilian Spinola 1851.  Manuelia gayatina ingår i släktet Manuelia och familjen långtungebin. Inga underarter finns listade i Catalogue of Life.